# 陳主直
陳主直（1583年—？），字子立，號十洲，山東青州府沂州蒙陰縣人，軍籍，明朝政治人物。

## 生平
陳主直是萬曆三十四年丙午科舉人，三十五年（1607年）丁未科進士，三十六年二月授无极县知县，同年改令河南商城縣，清介不染，歲祲，多方赈恤。召拜兵科给事中，卒于都。著《殷城集》行世。

## 家族
曾祖陳守節。祖父陈光辉，贡士贈通判。父陳騰蛟，號克齋，以歲薦授保定府通判，三攝邑符，遷陕西邠州知州。母王氏，封安人。具庆下。兄主敬（监生）。弟主諤、主忠。